# Relais 4 × 400 mètres féminin aux championnats du monde d'athlétisme 2005
Navigation
Paris 2003 Osaka 2007
L'épreuve du relais 4 × 400 mètres féminin des championnats du monde d'athlétisme 2005 s'est déroulée les 13 et 14 août 2005 dans le Stade olympique d'Helsinki, en Finlande. Elle est remportée par l'équipe de Russie (Yuliya Pechonkina, Olesya Krasnomovets, Natalya Antyukh et Svetlana Pospelova).

## Résultats

### Finale
| Rang               | Pays        | Athlètes                                                                  | Temps         | Notes |
| ------------------ | ----------- | ------------------------------------------------------------------------- | ------------- | ----- |
| Médaille d'or      | Russie      | Yuliya Pechonkina Olesya Krasnomovets Natalya Antyukh Svetlana Pospelova  | 3 min 20 s 95 |       |
| Médaille d'argent  | Jamaïque    | Shericka Williams Novlene Williams Ronetta Smith Lorraine Fenton          | 3 min 23 s 29 | SB    |
| Médaille de bronze | Royaume-Uni | Lee McConnell Donna Fraser Nicola Sanders Christine Ohuruogu              | 3 min 24 s 44 | SB    |
| 4                  | Pologne     | Anna Guzowska Monika Bejnar Grazyna Prokopek Anna Jesien                  | 3 min 24 s 49 | NR    |
| 5                  | Ukraine     | Antonina Yefremova Oksana Ilyushkina Liliya Lobanova Nataliya Pyhyda      | 3 min 28 s 00 |       |
| 6                  | Allemagne   | Claudia Marx Claudia Hoffmann Corinna Fink Ulrike Urbansky                | 3 min 28 s 39 |       |
| —                  | Brésil      | Maria Laura Almirão Geisa Aparecida Coutinho Josiane Tito Lucimar Teodoro | DQ            |       |
| —                  | Biélorussie | Alena Neumiarzhitskaya Natallia Solohub Anna Kozak Ilona Usovich          | DQ            |       |

## Légende
Records et Performances
- AR : Record continental (area record)
- CR : Record des championnats (championship record)
- MR : Record du meeting (meet record)
- NR : Record national (national record)
- OR : Record olympique (olympic record)
- PR : Record paralympique (paralympic record)
- PB : Record personnel (personal best)
- SB : Meilleure performance personnelle de la saison (season's best)
- WL : Meilleure performance mondiale de l'année (world leader)
- WJR : Record du monde junior (world junior record)
- WR : Record du monde (world record)

Circonstances et Conditions
- DNF : N'a pas terminé (did not finish)
- DNS : N'a pas pris le départ (did not start)
- DQ : Disqualification (disqualification)
- NM : Aucun essai valable enregistré (No Mark)
- Q : Qualifié « directement » au prochain tour (ou à la prochaine compétition), lors d'une compétition majeure, grâce au classement ou à la réalisation des minima (automatic qualifier)
- q : Qualifié au prochain tour (ou à la prochaine compétition), lors d'une compétition majeure, grâce au repêchage ou à la réalisation de l'une des meilleures performances parmi celles des « non qualifiés directement » (grâce au meilleur temps ou à la meilleure distance par exemple) (secondary qualifier)